# Musical Ambassador
『Musical Ambassador』（ミュージカル・アンバサダー）は、2019年5月29日に ユニバーサルミュージック / Virgin MusicからリリースされたHAN-KUN初のカバー・アルバム。

## 概要
ユニバーサルミュージックへの移籍第1弾作品で、自身のソロ活動10周年の節目に発売された自身初のカバー・アルバム。
通常盤とDVD付初回限定盤の2形態で発売。
初回限定盤には2018年11月9日にWOMBで開催されたソロ活動10周年記念ワンマンライブ「HAN-KUN 10th Anniversary Show Case“SUPA DUPA FLY”」映像を収録したDVDとの2枚組仕様。

## 内容
本作は、湘南乃風活動15年、ソロ活動10年を迎え、新しいことに挑戦したいという気持ちと、スタッフ全員と0から一緒にものを作っていきたいということから話し合いの中でカバー・アルバムを制作することが決定した。HAN-KUN本人を中心に選曲し、「日本とジャマイカの音楽をつなげたい」との思いから、選曲したJ-POPの楽曲をレゲエアレンジでカバーした。選曲は自身が10代であった1990年代の楽曲が多いが、昭和の楽曲や2000年代、2010年代の楽曲も収録されている。
HAN-KUNは「レゲエってカバー文化でもあるし、カバーアルバムにはいろんな角度でレゲエを知ってもらえる可能性がある。」と今回のアルバムについて述べている。元々の楽曲に尊敬を込めて制作する分、原曲をどこかで超えて聴かせる部分が必要であると考え、オリジナルのファンの人たちにも失礼にならないように制作することに対しプレッシャーがあったという。レゲエアレンジというのが自分の武器になったという。また、自分で曲を作る場合は、韻を踏んだり、早口で間を埋めることが多いが、カバーにあたっては間を大切にし、新しい挑戦ができたという。韻を踏まないことで歌ってる感じも違ったという。
アルバムのタイトルは、活動10年間を振り返った時の答えの言葉としてMusical Ambassadorが付けられた。タイトルに使われたAmbassadorにはJ-POPとレゲエを繋ぐことで、レゲエの入り口になれればいいという想いも込められている。

## 収録曲

### CD
1. Intro 〜No Tree Without Roots〜（by Big Youth）
2. 湘南 My Love
3. もっと強く抱きしめたなら
4. このまま君だけを奪い去りたい
5. 木蘭の涙
6. 海の声
7. ひまわりの約束
8. 空も飛べるはず
9. Tomorrow never knows
  - トロピカル・ハウスのテイストで編曲されている[9]。
10. 上を向いて歩こう
11. 離したくはない
12. あなたに

### DVD（初回限定盤のみ）
1. DEEP IMPACT
2. TEPPEN!!
3. ROAD TO ZION
4. FIRE AGAIN
5. KEEP IT BLAZING
6. SAIKOH
7. MAGIC MOMENT
8. JOURNEY
9. DREAMER
10. FOREVER...
11. NOT AN EASY ROAD
12. T.R.Y.
13. TOUCH THE SKY
14. Roots&Future
15. REGGAE MAN
16. PULL UP
17. I&I
18. Never Mind!!
19. Don't Give Up Yourself!!
20. POSSIBLE
21. ずっと feat. TEE（SPICY CHOCOLATE）
22. One Song
23. ♯IROIRO
24. New Era
25. SUPA DUPA FLY feat. 湘南乃風, MOOMIN, KENTY GROSS, BES, APOLLO, NATURAL WEAPON, 導楽

## チャート
| チャート（2019年）                       | 最高 順位 |
| ---------------------------------------- | --------- |
| オリコン週間アルバムチャート（オリコン） | 5         |